# Provincia del Rin
La  provincia del Rin (del alemán: Rheinprovinz), también conocida como Renania prusiana (Rheinpreußen) y Renania (Rheinland), fue la provincia más occidental del Reino de Prusia y del Estado Libre de Prusia dentro del Imperio alemán desde 1822 hasta 1946.

## Orígenes y fronteras
Fue creada de las provincias de Bajo Rin y Jülich-Cléveris-Berg. Su capital era Coblenza y en 1939 tenía 8 millones de habitantes. La provincia de Hohenzollern estaba militarmente asociada mediante el Alto Gobernante (Oberpräsident) de la provincia del Rin.
Era la provincia más occidental del reino de Prusia, limitando al norte con los Países Bajos; al este con las provincias prusianas de Westfalia y Hessen-Nassau, y con el Gran Ducado de Hesse-Darmstadt; al sureste con el Electorado del Palatinado; al sur y suroeste con Lorena; y al oeste con Luxemburgo, Bélgica y los Países Bajos.
El pequeño distrito de Wetzlar en el centro de la provincia de Hesse también pertenecía a la provincia del Rin, que por otro lado, rodeaba al principado de Birkenfeld perteneciente al Estado de Oldemburgo.
En 1911, la extensión de la provincia alcanzaba los 10 423 km²; la longitud máxima de norte a sur era de unos 200 km, y su anchura máxima era de 90 km escasos. Incluía cerca de 200 km del curso del río Rin, que formaba la frontera oriental de la provincia de Bingen a Coblenza, y entonces fluía a través de esta frontera oriental en dirección noroeste.

## Recursos minerales
La gran riqueza mineral de la provincia del Rin proporcionó el mayor reclamo para que esta tomara el título de “joya de la corona del reino de Prusia”.
Aparte de las regiones carboníferas del Sarre y el Ruhr, contenía importantes yacimientos de carbón en las cercanías de Aquisgrán. Se encontró hierro en abundancia en los alrededores de Coblenza. Bleiberg en el Eifel poseía en apariencia reservas inagotables de plomo, y también se encontró zinc en Colonia y Aquisgrán. Los productos minerales de la región incluían asimismo lignito, cobre, manganeso, vitriolo, cal, yesos, piedra volcánica (para ruedas de molino) y pizarra.
De las numerosas fuentes minerales, las mejor conocidas eran las de Aquisgrán y Kreuznach.

## Industria
Los recursos minerales de la provincia del Rin, junto con su favorable situación y las facilidades de tránsito aportadas por la gran vía fluvial que suponía el río Rin, hicieron de esta el más importante distrito manufacturero de Alemania.
La industria estaba principalmente concentrada en torno a dos centros, Aquisgrán y Düsseldorf (con el valle del Wupper), aunque también había pequeñas manufacturas en las colinas del sur y en las llanuras pantanosas del norte. Las mayores fundiciones de acero y hierro estaban en Essen, Oberhausen, Duisburgo, Düsseldorf y Colonia, mientras que las cuberterías y otros instrumentos metálicos pequeños fueron fabricados extensivamente en Solingen, Remscheid y Aquisgrán.
Los tejidos de Aquisgrán y la seda de Krefeld constituían importantes artículos de exportación. Los centros industriales de Elberfeld-Barmen y la cuenca del Wupper se centraban en el tejido del algodón, la impresión y la manufactura de tintes. En Gladbach se fabricaba industrialmente lino, cuero en Malmedy, vidrio en el distrito del Sarre y azúcar de remolacha en el área de Colonia.
A pesar de que Renania era por excelencia la región del vino, la cerveza se producía en grandes cantidades, abundaban las destilerías, y grandes cantidades de espumoso del Mosela procedían de Coblenza y se destinaban principalmente a la exportación a Inglaterra.
El comercio se veía sumamente favorecido por los ríos navegables, una muy extensa red de ferrocarriles y excelentes carreteras construidas durante el régimen francés. Las importaciones consistían principalmente en materias primas para las fábricas del distrito, y las principales exportaciones eran carbón, fruta, vino, tintes, productos textiles, seda y otros productos manufacturados.

## Población
La población de la provincia del Rin en 1906 era de 6.435.778, incluyendo 4.472.058 católicos, 1.877.582 protestantes y 55.408 judíos (0,85%). Los católicos (69,5%) habitaban ante todo en la margen izquierda del Rin, mientras que en la margen derecha los protestantes (29,2%) constituían cerca de la mitad de la población. El grueso de la población era alemana, aunque la parte septentrional (provincia de Jülich-Cleves-Berg) estaba estrechamente relacionada con los Países Bajos. En las fronteras oeste y sur residían pequeñas comunidades francesas.
La provincia del Rin era la región más densamente poblada de Prusia, conteniendo mayor número de poblaciones de gran tamaño que cualquier otra provincia. Más de la mitad de la población se dedicaba al comercio y la industria y cerca de un cuarto a la agricultura. Existía una universidad en Bonn, y la educación elemental era especialmente exitosa.

## Gobierno
En cuanto a la administración, la provincia estaba dividida en los cinco distritos de Coblenza, Düsseldorf, Colonia, Aquisgrán y Tréveris. Coblenza era la capital oficial, aunque Colonia era la población más importante. Al ser una provincia fronteriza, Renania estaba fuertemente militarizada, y el Rin era vigilado por las tres importantes fortalezas de Deutz en Colonia, Ehrenbreitstein en Coblenza y Wesel. La provincia delegaba 35 miembros al Reichstag alemán y 62 a la casa de representantes prusianos.

## Historia
La provincia del Rin fue formada en 1815 a partir de los Ducados Unidos de Jülich-Cléveris-Berg, los eclesiásticos Electorado de Tréveris y Electorado de Colonia, las ciudades libres de Aquisgrán y Colonia, y cerca de un centenar de pequeños señoríos y abadías.

### Época prerromana
En los periodos más tempranos de la Historia, los territorios de las Ardenas y del Rin fueron ocupados por los Treversi, los Eburones y otras tribus célticas, que sin embargo, fueron más o menos influidas por sus vecinos germánicos. En la margen derecha del río Rin, entre el Meno y el Lahn, hubo los asentamiento de los Matiacos, una rama germánica de los Catos, mientras que más al norte se asentaron los Usípetes y los Téncteros.

### Conquistas romanas y germánicas
Julio César subyugó las tribus de la margen izquierda del río, y Augusto estableció numerosos puestos fortificados en el Rin, pero los romanos lograron posiciones sólidas en la margen derecha del río. A medida que declinaba el poder del Imperio romano, los francos empujaron a lo largo de ambas márgenes del río, y al final del siglo V habían conquistado todas las tierras que anteriormente habían estado bajo dominio romano. Los conquistadores germánicos de Renania fueron muy poco influidos por la cultura romana de las provincias que subyugaban, y todas las trazas de la cultura romana desaparecieron. Para el siglo VIII, el dominio franco estaba firmemente establecido en el oeste de Alemania y el norte de la Galia.
Con la división del Imperio carolingio en el Tratado de Verdún, la parte de la provincia al este del río pasó a la Francia Oriental, mientras que la parte occidental permaneció dentro del reino de Lotaringia.

### Sacro Imperio Romano Germánico
Durante el gobierno de Otón I (m. 973) ambas márgenes del Rin se habían convertido en parte del Sacro Imperio Romano Germánico, y el territorio renano estuvo dividido entre los ducados de la Alta Lorena, junto al río Mosela, y la Baja Lorena junto al río Mosa.
Cuando declinó el poder central del Sacro Imperio Romano Germánico, Renania se dividió en numerosos principados independientes, cada uno con sus especiales vicisitudes y sus crónicas separadas. La antigua división Lotaringia se convirtió en obsoleta, y el nombre de Lorena quedó restringido a la región que aún lo mantiene.
A pesar de estar desmembrado y de haber sufrido invasiones de manos de sus vecinos franceses durante varios periodos, el territorio renano prosperó grandemente y se convirtió en una de las regiones más destacadas dentro de la cultura alemana y del progreso. Aquisgrán fue el lugar de coronación de los emperadores alemanes, y los principados eclesiásticos del Rin tuvieron un lugar muy destacado dentro de la historia alemana.

### Influencia prusiana
Prusia puso su primer paso hacia el Rin en 1609 mediante la ocupación del Ducado de Cléveris y cerca de un siglo más tarde el  Alto Güeldres y Moers también pasaron a Prusia. Con la paz de Basilea de 1795 la margen izquierda del Rin fue cedida enteramente a Francia, y en 1806 los príncipes renanos se unieron a la Confederación del Rin. El Congreso de Viena asignó conjuntamente los distritos del Bajo Rin a Prusia, que tuvo el tacto de no modificar el sistema liberal institucional al que se habían acostumbrado bajo el gobierno republicano francés.

### sigloXX
En 1920, el Sarre fue separado de la provincia del Rin y administrado por la Sociedad de las Naciones hasta un plebiscito en 1935, cuando la región fue devuelta al Reich alemán. En el mismo tiempo, en 1920, los distritos de Eupen y Malmedy fueron transferidos a Bélgica, formando la actual comunidad alemana de Bélgica. En 1946, la provincia del Rin fue dividida en los nuevos estados federados de Hesse, Renania del Norte-Westfalia y Renania-Palatinado.